# Christoph Egedacher
Joseph Christoph Egedacher der Jüngere (* 19. Mai 1641 in Straubing; † 6. April 1706 in Salzburg) arbeitete in Bayern und Salzburg als Orgelbauer. Von 1673 bis 1706 war er Hoforgelmacher im Fürsterzbistum Salzburg.

## Leben

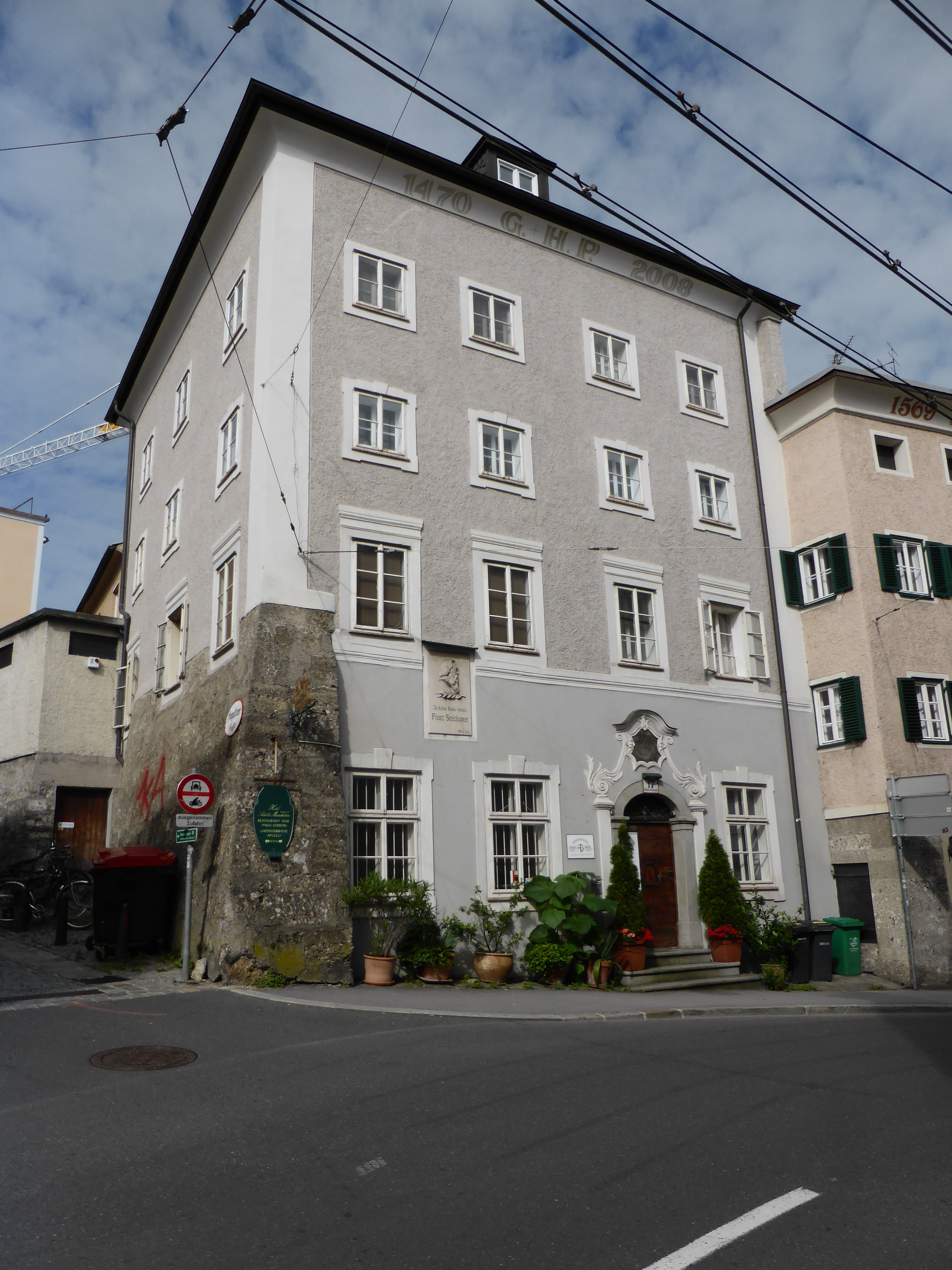
1701 erwarb Christoph Egedacher das Haus Augustinergasse 2 / Müllner Hauptstr. 17, das egghaus und garten bey der stiegen zu milln.

Christoph Egedacher (d. J.), der in den Tauf-, Heirats- und Sterbematrikeln stets als Christophorus Egedacher gemeldet ist, zählt als Sohn von Christoph Egedacher dem Älteren zur Straubinger Orgelbaudynastie der Egedacher, die zusammen mit den Familien Butz und Freundt als wichtigste Vertreter der süddeutschen Orgelbauschule und damit des bayrischen und (heutigen) österreichischen Raumes gelten.
Die Ausbildung zum Orgelbauer dürfte er bei seinem Vater erhalten haben, der seine Werkstätte zuerst in seinem Haus am Rindermarkt (heute Fraunhoferstraße) in Straubing hatte, später in der Alten Propstei am Obern Tor. Die Werkstätte seines Vaters, der um 1661 starb, hat er nicht übernommen, da er bereits am 12. Dezember 1662 das Münchner Bürgerrecht erhielt. In den Münchner Einwohner-Akten wird er als Orgelbauer und Organist bezeichnet. Am 15. Januar 1663 heiratete er in der Münchner Pfarrkirche St. Peter Maria Sour, mit der er zwölf Kinder hatte, vier davon waren später als Orgelbauer tätig: Johann Christoph Egedacher (München, 3. Jänner 1666), Johann Joseph (München, 30. Mai 1668), Johann Ignaz Egedacher (Salzburg, 15. Juli 1673) und Johann Franz Xaver (Salzburg, 31. März 1678).
Der Tod des Salzburger Hoforgelmachers Mathias Rotenburger († 3. März 1668) war wohl der Anlass für Christoph Egedacher, sich um dessen Stelle zu bewerben. Er erhielt das Hoforgelmacherdekret allerdings erst 1673. Aber schon 1664 und 1668 hatte er Aufträge im Stiftsgebiet von Salzburg erhalten, so zum Bau der zwei Orgeln in der Pfarrkirche Kitzbühel. Ab 1671 ist Egedacher kontinuierlich mit Arbeiten im Salzburger Stiftsgebiet nachweisbar.
Durch eine Fülle von Aufträgen scheint Egedacher rasch zu Wohlstand gekommen zu sein, denn 1701 konnte er ein Haus in Mülln erwerben: Augustinergasse 2 / Mülleggstraße 17, das „das egghaus und garten bey der stiegen zu milln“ genannt wurde (jetzt: Müllner Hauptstraße 17, das Haus, in dem später vorübergehend auch Stelzhamer wohnte).
Seine Leistungsfähigkeit als Orgelbauer muss Egedacher hoch eingeschätzt haben, sonst hätte er sich im Vertrag zum Bau der großen Salzburger Domorgel vom 2. August 1702 nicht „verobligirt“, das Werk innerhalb eines Jahres „auszumachen und zur völligen perfection zubringen“, bei Verpfändung seines „Habb und gutts in genere, in specie“ seiner „inhabenden eigenthumliche behaußung zu Mülln sambt deren zuegehörigen recht und gerechtigkeiten“. In diesem Vertrag sind auch zwei Söhne, Johann Christoph und Johann Ignaz, und sechs Gesellen als Mitarbeiter angegeben.
Christoph Egedacher (d. J.) starb im Alter von 65 Jahren, am 5. April 1706, in Salzburg-Mülln.

## Werkliste (Auswahl)
Die Liste führt einige seiner nachgewiesenen Neubauten auf.
Die Größe der Instrumente wird in der fünften Spalte durch die Anzahl der Manuale und die Anzahl der klingenden Register in der sechsten Spalte angezeigt. Ein großes „P“ steht für ein selbstständiges Pedal.
| Jahr            | Ort                                     | Kirche                                      | Bild | Manuale | Register | Bemerkungen |
| --------------- | --------------------------------------- | ------------------------------------------- | ---- | ------- | -------- | --- |
| 1662            | München                                 | Münchner Residenz                           |      |         |          | |
| 1664            | Kitzbühel                               | Pfarrkirche                                 |      | I       | 4        | seit 1907 in der nebenanstehenden Liebfrauenkirche |
| 1668            | Kitzbühel                               | Pfarrkirche                                 |      | I       | 10       | Hauptorgel, Gehäuse erhalten |
| 1669            | Regensburg                              | St. Emmeram                                 |      |         |          | nicht erhalten |
| 1671/1672 Umbau | Großgmain                               | Wallfahrtskirche                            |      | I/P     | 6 + 2    | Egedacher hat ein Instrument, das 6 Register aufwies, mit einem neuen Gehäuse versehen und um eine Pedal-Windlade für 2 Register erweitert, aber nicht, wie bis 2012 angenommen, ein neues gebaut. 1844/1845 abgebrochen.                                        |
| 1674            | Sankt Georgen bei Salzburg              | Pfarrkirche                                 |      |         |          | |
| 1677            | St. Johann in Tirol                     | Dekanatspfarrkirche                         |      | I/P     | 7        | nicht erhalten, Orgel aus 1985 von Reinisch-Pirchner im Gehäuse aus 1858 |
| 1678            | Mondsee                                 | Basilika                                    |      | II/P    |          | Das Werk ist Egedacher zugeschrieben, es ist nicht erhalten. Das Gehäuse wurde 1690 von Meinrad Guggenbichler figural gestaltet und enthält seit 1999 ein Werk von Alfred Kern & fils.                                                                           |
| 1678            | Salzburg-Mülln                          | Pfarrkirche Mülln                           |      |         |          | Prospekt erhalten |
| 1679/81         | Nonnberg (Salzburg)                     | Stiftskirche Nonnberg                       |      |         |          | |
| ca. 1680        | Landshut                                | Martinskirche                               |      |         |          | Der Prospekt ist erhalten geblieben und wurde 1914 an beiden Seiten erweitert. Das Instrument war fälschlicherweise einmal dem Münchner Orgelbauer Hans Lechner zugeschrieben gewesen. siehe Hauptorgel der Martinskirche Landshut                               |
| 1681            | Bergheim/Maria Plain                    | Wallfahrtsbasilika Mariæ Himmelfahrt        |      | I/P     | 9        | Der Prospekt stammt von Simon Fries und ist erhalten, lediglich das Mittelfeld wurde mehrmals verändert: zum ersten Mal 1749, als u. a. die Uhr vom Gehäuse getrennt und an der Kirchendecke angebracht wurde. siehe Hauptorgel der Wallfahrtskirche Maria Plain |
| 1683            | Hallein                                 | Augustinerklosterkirche                     |      |         |          | Die Orgel wurde beim Brand am 23. März 1943 nur leicht in Mitleidenschaft gezogen, danach aber entsorgt. |
| 1682–1686       | Benediktbeuern                          | St. Benedikt                                |      |         |          | Egedacher versah die Orgel mit einem Spieltisch. 1760 und 1771 erfolgten Umbauten durch Andreas Jäger, ein Großteil des Pfeifenwerks ist allerdings erhalten geblieben.                                                                                          |
| 1686            | Kössen                                  | Pfarrkirche Kössen                          |      |         |          | nicht erhalten |
| 1688            | Salzburg                                | Erhardkirche                                |      | I/P     | 6        | Prospekt in umgebauter Form erhalten. Siehe Orgel der Erhardkirche |
| 1688            | Gois                                    | Filialkirche St. Jakob                      |      |         |          | |
| 1689            | Mariazell, jetzt in Sankt Veit am Vogau | Wallfahrtsbasilika Mariæ Geburt             |      | II/P    | 20       | Die Orgel wurde 1688/1689 für die Wallfahrtskirche Mariazell errichtet, später abgetragen und 1753 in St. Veit am Vogau wieder aufgebaut. |
| 1690            | Goldegg                                 | Filialkirche St. Anna in Weng               |      | I       | 6        | Das Instrument wurde Chr. Egedacher nur zugeschrieben. Eine Restaurierung erfolgte 2006 durch Orgelbaumeister Johann Pieringer. |
| 1693            | Mauterndorf                             |                                             |      |         |          | |
| 1696            | Kössen                                  | Pfarrkirche Kössen                          |      |         |          | |
| 1696            | Golling                                 | Pfarrkirche                                 |      | I       | 6        | Nicht erhalten. |
| 1696            | Brixen im Thale                         | Pfarrkirche Brixen im Thale                 |      |         |          | |
| 1697            | Salzburg                                | Kajetanerkirche (ehemalige Theatinerkirche) |      | I       | 9        | |
| 1697            | Stumm (Tirol)                           | Pfarrkirche Stumm                           |      | I       | 4        | |
| 1697            | Kloster Raitenhaslach                   | Stiftskirche                                |      | II/P    |          | Nicht erhalten. Der aktuelle Prospekt stammt von Johann Konrad Brandenstein (1743). |
| 1698–1699       | Waldsassen                              | Stiftsbasilika                              |      | II/P    |          | Nicht erhalten. Der aktuelle Prospekt stammt von Johann Konrad Brandenstein (1738). Neubauten in Folge von Siemann, Pfaff und Jann. |
| 1699            | Salzburg                                | Priesterhauskirche                          |      |         |          | nicht erhalten, seit 1997 Orgel von Gregor Hradetzky |
| 1699            | Ranshofen (Gemeinde Braunau)            | Pfarrkirche Braunau-Ranshofen               |      | I       | 4        | Chororgel für Stift Ranshofen, Chr. Egedacher zugeschrieben |
| 1699            | Salzburg                                | Ehemalige Kirche St. Salvator               |      |         |          | Für die sogenannte Rote Bruderschaft, die Erzbruderschaft Corporis Christi um 300 Gulden errichtet, und mit Beschluss vom 4. November 1802 um 140 Gulden an die Vikariatskirche von Tettenhausen verkauft.                                                       |
| um 1700         | seit 1872 in Thalgau                    | Kreuzkapelle                                |      | I       | 4        | Das Instrument wird Chr. Egedacher zugeschrieben, es weist große Ähnlichkeit mit einem Werk in München auf. Eine Restaurierung erfolgte 2012 durch Orgelbaumeister Johann Pieringer. Das Positiv war 1872 für die Kreuzkapelle angekauft worden.                 |
| 1702–1703       | Salzburg                                | Dom                                         |      | II/P    | 24       | Die Orgel wurde nach einem hölzernen Modell erbaut, das Lorenz Windpichler gefertigt hatte. Johann Ernst, Fürsterzbischof von Salzburg, stellte für den Neubau 5000 Gulden zur Verfügung. Siehe Orgel im Salzburger Dom                                          |
| 1704            | Hallein                                 | Pfarrkirche                                 |      | II/P    | 13       | Die Christoph Egedacher zugeschriebene Orgel ist nicht erhalten. Die jetzt sog. Gruber-Orgel wurde 2018 durch Rieger neu hergestellt. |